# Aphidius colemani
Aphidius colemani (лат.) — вид паразитических наездников из семейства Braconidae, которые откладывают свои яйца в тлей. Используются в биологическом методе борьбы с вредителями тепличных хозяйств.

## Распространение
Европа (включая юг европейской части России), Средний Восток, Африка, Средняя Азия, Северная и Южная Америка, Океания, Индия. Интродуцированы в некоторые страны (Словакия, Чехия, Япония).
Предположительной родиной этого вида является Индия.

## Описание
Длина тела 1,8—2,1 мм. Вершинные членики брюшка тёмно-коричневые. Нитевидные усики состоят из 15—16 члеников. Голова поперечная. Нижнегубные щупики состоят из 2 члеников.

## Биология и значение
Олигофаг, использующий в качестве хозяев разные виды тлей. Эндопаразитоиды тлей родов Aphis (Aphis gossypii Glover), Aulacothum, Brachycaudus, Brevicoryne, Capitophorus, Dysaphis, Hyadaphis, Hyperomyzus, Macrosiphum, Melanaphis, Micromyzus, Myzus (Myzus persicae Sulzer), Pterocomma, Rhopalosiphum (Rhopalosiphum padi L.), Schizaphis и Toxoptera aurantii Boyer de Fonscolombe, в тело которых самки откладывают свои яйца.
Широко используется в промышленных масштабах для борьбы с вредителями тепличных овощей в Германии, Франции, Италии, Бразилии, Японии. Aphidius colemani разводят для использования против персиковой и бахчевой тлей на овощных и декоративных культурах. Многие тепличные комбинаты России применяют этот биологический метод борьбы с вредителями огурцов и томатов, выращиваемых как на защищённых грунтах, так и по малообъёмной технологии в теплицах. Стоимость одного экземпляра наездника Aphidius colemani составляет 7 центов за один экземпляр имаго (или US $22.50 за 500 коконов, Koppert Inc.), а биопродукт на его основе называется «APHIPAR». За две недели наездники афидиусы превращают тлей в мумифицированные шкурки.